# Maurren Maggi
Maurren Higa Maggi, brazilska atletinja, * 26. junij 1976, São Carlos, Brazilija.
Nastopila je na poletnih olimpijskih igrah v letih 2000, 2008 in 2012, leta 2008 je dosegla uspeh kariere z osvojitvijo naslova olimpijske prvakinje v skoku v daljino. Na svetovnih dvoranskih prvenstvih je osvojila srebrno in bronasto medaljo.